# Классический либерализм
Класси́ческий либерали́зм — политическая идеология и философия, которая утверждает права и свободы человека, разновидность либерализма.
Классический либерализм особо подчёркивает необходимость экономических свобод и поддерживает экономический либерализм и фискальный консерватизм.
Классический либерализм был разработан в XIX веке в Европе и США. Несмотря на то, что классический либерализм был построен на идеях, известных ещё в XVIII веке, он ориентирован на новый тип общества, государства, власти, правительства и публичных отношений, которые появились в ответ на индустриальную революцию и урбанизацию. Среди людей, чьи идеи повлияли на классический либерализм, присутствуют Джон Локк, Жан-Батист Сэй, Томас Мальтус, и Давид Рикардо. Их идеи потянули за собой экономику Адама Смита и веру в естественное право, утилитаризм, и прогресс.
В XX веке произошло возрождение интереса к классическому либерализму, возглавляемое экономистами Фридрихом Хайеком и Милтоном Фридманом. Некоторые называют современное развитие классического либерализма «неолиберализмом», который особо отмечает необходимость минимализации роли государства и сосредоточения его на вопросах обороны, безопасности и правосудия.

## Использование термина
Термин классический либерализм был введён, чтобы различать ранний либерализм XIX века, от социального либерализма.

## Отличия от либертарианства
Либертарианство и классический либерализм — родственные политические течения, имеющие одну и ту же цель: установление общества, строящегося на принципах свободного рынка и максимально возможного невмешательства государства в жизни людей. Различие в том, что классические либералы воспринимают государство как гарант естественных или утилитарно проистекающих прав и свобод граждан, а не как компромисс и необходимое зло, то есть, могут выступать за те полномочия государства, которые они видят утилитарно необходимыми или этически. Кроме позиции по полномочиям государственной власти зачастую у либертарианцев и классических либералов (в особенности утилитарной направленности) также отличаются воззрения на генезис права, демократию, судебную и правоохранительную систему.
Классические либералы выступают за контроль армии, судебной системы, сбор налогов, естественно, малого уровня (в свою очередь некоторые минархисты выступают за добровольные налоги или замену налогов альтернативными пожертвованиями частным компаниям той же отрасли). Некоторые из классических либералов также за интеллектуальную собственность, наличие центрального банка и государственное лицензирование продукции, а в очень редких случаях поддерживающие эту идеологию выступают и за государственное образование.
Классический либерализм исходит из концепции неотчуждаемых естественных прав или утилитарно обосновывает их существование. С позиции либералов и либеральной логики государство является общественным договором, гарантирующим и помогающим людям блюсти и осуществлять их права, а также (более поздние вариации либерализма уже после второй половины XIX века) нести либеральную идеологию по всему миру, ведь с точки зрения либералов все люди (вне зависимости от их расы, национальности или религии) наделены равными правами, а задача государства состоит в том, чтобы защищать и обеспечивать соблюдение этих прав.
Либертарианство же рассматривает государство как компромисс. Поэтому либертарианцы продолжают отрицательно относиться к государству, даже в форме «ночного сторожа». У либертарианства нет своей повестки касательно внешней политики кроме принципа о том, что любая деятельность государства в этом отношении может быть направлена только лишь на защиту своих граждан от внешних угроз, и никакое идеологическое основание не может оправдать растрату денег налогоплательщиков на что-то, выходящее за пределы полномочий государства — «ночного сторожа».
Вопросы, проистекающие как из общего развития экономической науки, так и из общего развития человечества, приводят к глубинным различиям между классическим либерализмом и либертарианством.